# Hylurgus ligniperda

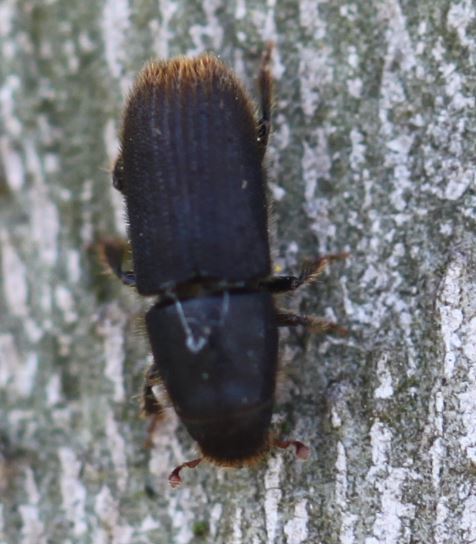

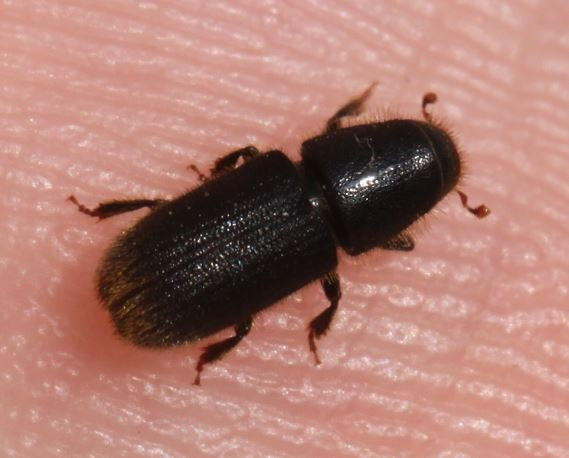

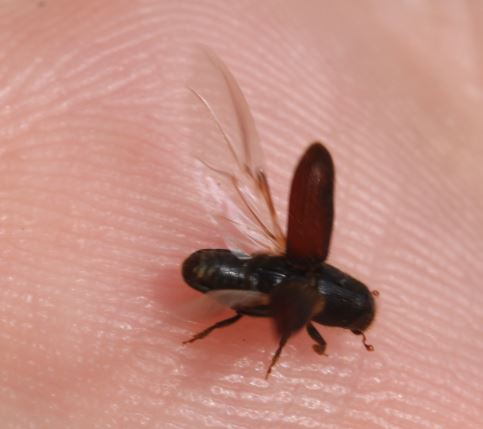
Mit gespreizten Flügeln

Hylurgus ligniperda ist ein Vertreter der Borkenkäfer (Scolytinae).

## Merkmale
Die Käfer werden 5 bis 5,7 Millimeter lang und haben einen schlanken walzenförmigen Körper. Sie sind schwarzbraun bis rotbraun gefärbt und weisen eine dichte Behaarung auf, insbesondere am Flügeldeckenabsturz. Die abstehenden Haare auf den Halsschild-Seiten sind deutlich länger als jene der Flügeldecken. Die Augen sind seitenständig, der Fühlerschaft ist keulenförmig, die Fühlergeißel 6-gliedrig, die Fühlerkeule 3-gliedrig.

## Verbreitung
Neben Hylurgus ligniperda gibt es noch eine weitere Art der Gattung in Europa: Hylurgus miklitzi. Die Käferart kommt in ganz Europa vor. Die Art ist auf den Kanaren, auf Madeira, auf den Azoren, in Nordafrika, im Kaukasus und Japan vertreten. Ferner wurde die Käferart an verschiedene Ort auf der Welt verschleppt. Zu diesen zählt Südafrika, St. Helena, Australien (Ostaustralien), Neuseeland und Südamerika (Uruguay, Chile). In Nordamerika ist die Art ebenfalls angekommen (Erstfund im US-Bundesstaat New York im Jahr 1994). In Kalifornien ist die Art mittlerweile auch präsent.

## Lebensweise
Hylurgus ligniperda lebt hauptsächlich in den grobborkigen Teilen von Waldkiefer (Pinus sylvestris) und Schwarzkiefer (Pinus nigra austriaca). Die Weymouth-Kiefer (Pinus strobus) wird ebenfalls zu den Wirtsbäumen der Borkenkäferart gezählt. Die Käfer leben vorzugsweise in gefällten Bäumen und in Baumstümpfen. Die adulten Käfer überwintern meist in Gruppen in Kiefernstümpfen. Der einarmige Muttergang ist 10–15 cm lang. Die geschlüpften Larven entwickeln sich in den Wirtsbäumen. Sie durchlaufen vier Larvenstadien und verpuppen sich schließlich am Ende ihres Larvengangs. Die Käfer können Schäden in Kiefernpflanzungen anrichten und gelten daher als minderbedeutende Forstschädlinge. Ihre Schadwirkung wird jedoch in der Kombination mit den Ambrosiapilzen Leptographium truncatum und Leptographium procerum verstärkt.

## Taxonomie
In der Literatur finden sich folgende Synonyme:
- Bostrichus ligniperda Fabricius, 1787
- Bostrichus elongatus Herbst, 1793
- Hylurgus elongatus (Herbst, 1793)
- Bostrichus flavipes Panzer, 1795
- Hylurgus flavipes (Panzer, 1795)